# Chapelle de la Croix (Concarneau)

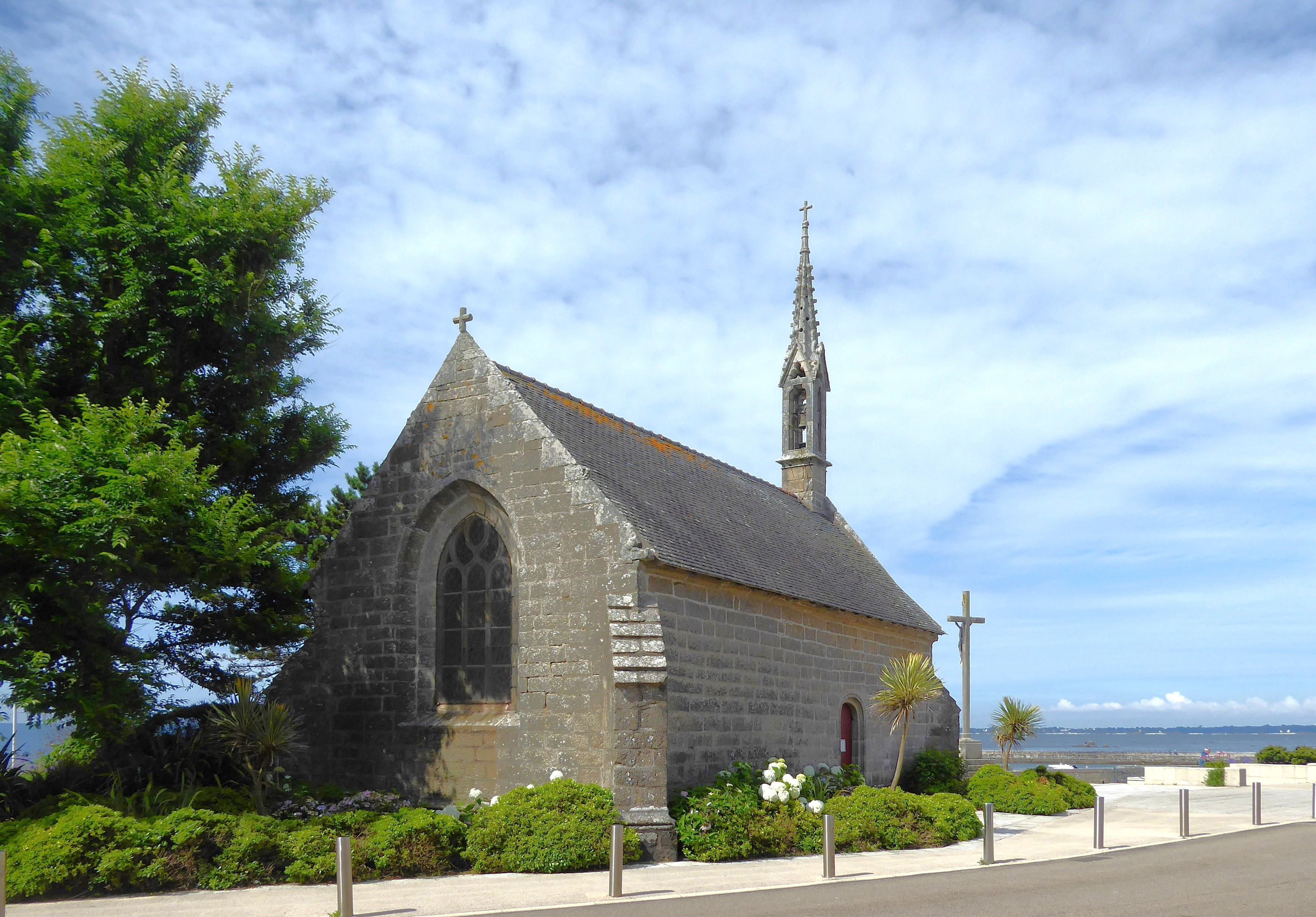
Die Chapelle de la Croix in Concarneau

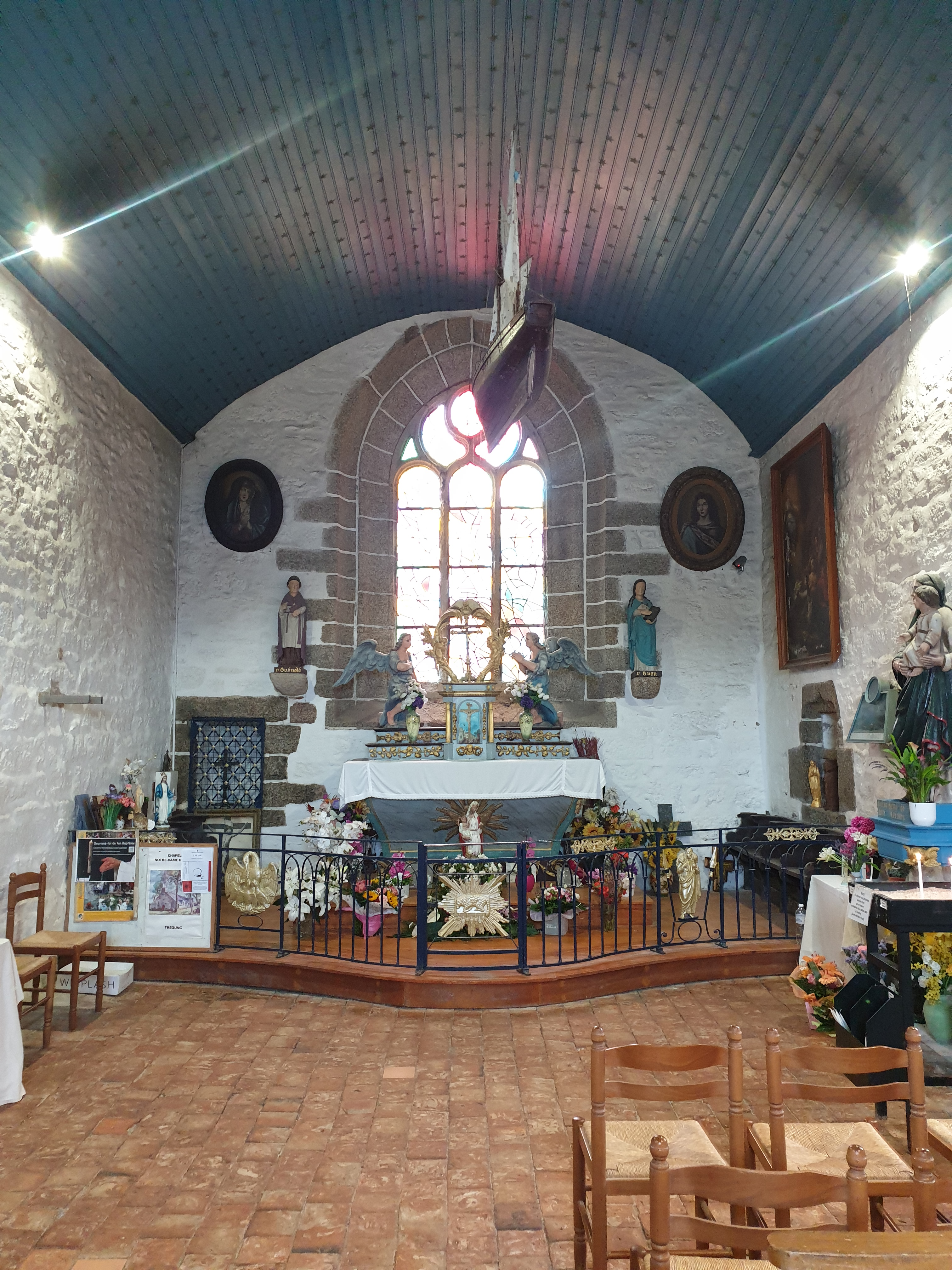
Inneres Richtung Altar

Die Chapelle de la Croix (auch: Notre-Dame de la Croix) ist eine römisch-katholische Kapelle in Concarneau im Département Finistère in der Bretagne, Die Kapelle befindet sich am südlichen Ende des Ortes unmittelbar am Ufer des Atlantiks am Quai de la Croix und ist nach einem benachbarten Wegekreuz benannt.

## Beschreibung
Die kleine spätgotische Kapelle mit dem Patrozinium Unserer Lieben Frau von der immerwährenden Hilfe (Notre-Dame de Bon Secours) ist auch als Kreuzkapelle bekannt. Es handelt sich um ein kleines rechteckiges Gebäude aus dem Ende des 15. oder Anfang des 16. Jahrhunderts, das im 19. Jahrhundert restauriert wurde. Der schlanke Maßwerk-Glockenturm wurde 1854 erbaut. Dort wurde eine Glocke aufgestellt, deren Pate Jérôme Bonaparte war. Der Altar stammt aus dem Jahr 1835. 
Das Gotteshaus ist mit einer Reihe Statuen ausgestattet, die hierher aus anderen Kirchen gelangt sind. Eine Jungfrau mit dem Kind von 1856, bekannt als Notre Dame de Bon Secours, stammt aus der alten Kirche Sainte-Anne in Concarneau. Eine Pietà aus Stein, beschädigt, 16. Jahrhundert, Anbetende Engel aus der Kirche von Trégunc, 17. Jahrhundert, sowie Statuen von St. Antonius Einsiedler, St. Guénolé (16. Jahrhundert) und St. Guen. Guénolé und Guen sind zentral gegenüber angebracht, in der Mitte durch das große Maßwerkfenster in der Chorwand getrennt. Das deutet auf die Legende des heiligen Guen hin, der als Junge Guénolé durch seine Frömmigkeit aufgefallen war. Zur weiteren Ausstattung gehören ein Gemälde auf Leinwand vom Ende des 17. Jahrhunderts mit der Inschrift: „LE VRAI PORTRAIT DE LA STE VIERGE PEINT PAR ST LUC“ („DAS WAHRE PORTRÄT DER JUNGFRAU, GEMALT VON ST. LUC“, Werk des Malers Luc Floc'h, genannt Saint-Luc, aus Lannion), ein Reliquiar des Heiligen Kreuzes aus dem 19. Jahrhundert und ein in der Bretagne populäres Exvoto-Modellschiff.